# Tytthocope beddardi
Tytthocope beddardi là một loài chân đều trong họ Munnopsidae. Loài này được Bonnier miêu tả khoa học năm 1896.